# Stalking Cat
Stalking Cat (Heranpirschende Katze), auch Catman (Katzenmann), (bürgerlich Dennis Avner, * 27. August 1958 in Whidbey Island; † 5. November 2012 in Tonopah, Nevada) war ein US-amerikanischer Körperkünstler. In dem Bestreben, sein Aussehen dem eines Tigers anzugleichen, hatte er sich zahlreichen Körpermodifikationen unterzogen.

## Leben
Avner war zunächst Sonar-Techniker und arbeitete außerdem als Programmierer. Aufgrund seiner ungewöhnlichen Erscheinung wurde er zunehmend bekannt, reiste häufig zu Interviews und Fototerminen und trat unter anderem in den Fernsehsendungen Ripley’s Believe It or Not!, Larry King Live, VH1 und Totally Obsessed so wie in dem Film Modify auf.
Avners Eltern stammen von den Wyandot und den Lakota ab. Er selbst gab an, dass es sich bei den Veränderungen seines Körpers um eine alte Tradition der Wyandot handele, um seinem eigenen Totem zu gleichen. Er begann seine Modifikationen unter dem Namen Stalking Cat nach einem Gespräch mit einem Häuptling, der ihn inspirierte „den Spuren eines Tigers zu folgen“. Er selbst besaß mehrere Katzen, mit denen er eine intensive Beziehung pflegte. Der Leiter des Albany Medical College für Bioethik in New York City, Glenn McGee, kommentierte bezüglich Stalking Cat, dass kosmetische Chirurgie nur wohlüberlegt unter gründlicher vorheriger Abwägung des Nutzens und der Risiken vorgenommen werden sollte, Schäden dennoch nicht auszuschließen seien und dieser Patient sich aufgrund seiner Tradition selbst Schaden zufügen werde.
Insgesamt investierte Avner über 100.000 Dollar in seine Modifikationen, von denen viele von dem Künstler Steve Haworth aus Arizona durchgeführt wurden.

## Modifikationen
Zu seinen körperlichen Veränderungen gehörten:
- großflächige Tätowierungen, auch im Gesicht,
- Änderung der Haarlinie,
- Piercings im Mundbereich zum Einsetzen von Schnurrhaaren,
- Implantate zur Formänderung von Augenbrauen und Stirn,
- gekürzte und angeschliffene Zähne,
- Kontaktlinsen mit schlitzförmigen Pupillen,
- chirurgisch angespitzte Ohren,
- verschiedene Silikoninjektionen in die Lippen, die Wangen, das Kinn und weitere Gesichtspartien.

Des Weiteren hatte er vor, sich ein dauerhaftes Fell aufsetzen zu lassen, um einer katzenähnlichen Erscheinung noch näher zu kommen.